# Yongsan-gu

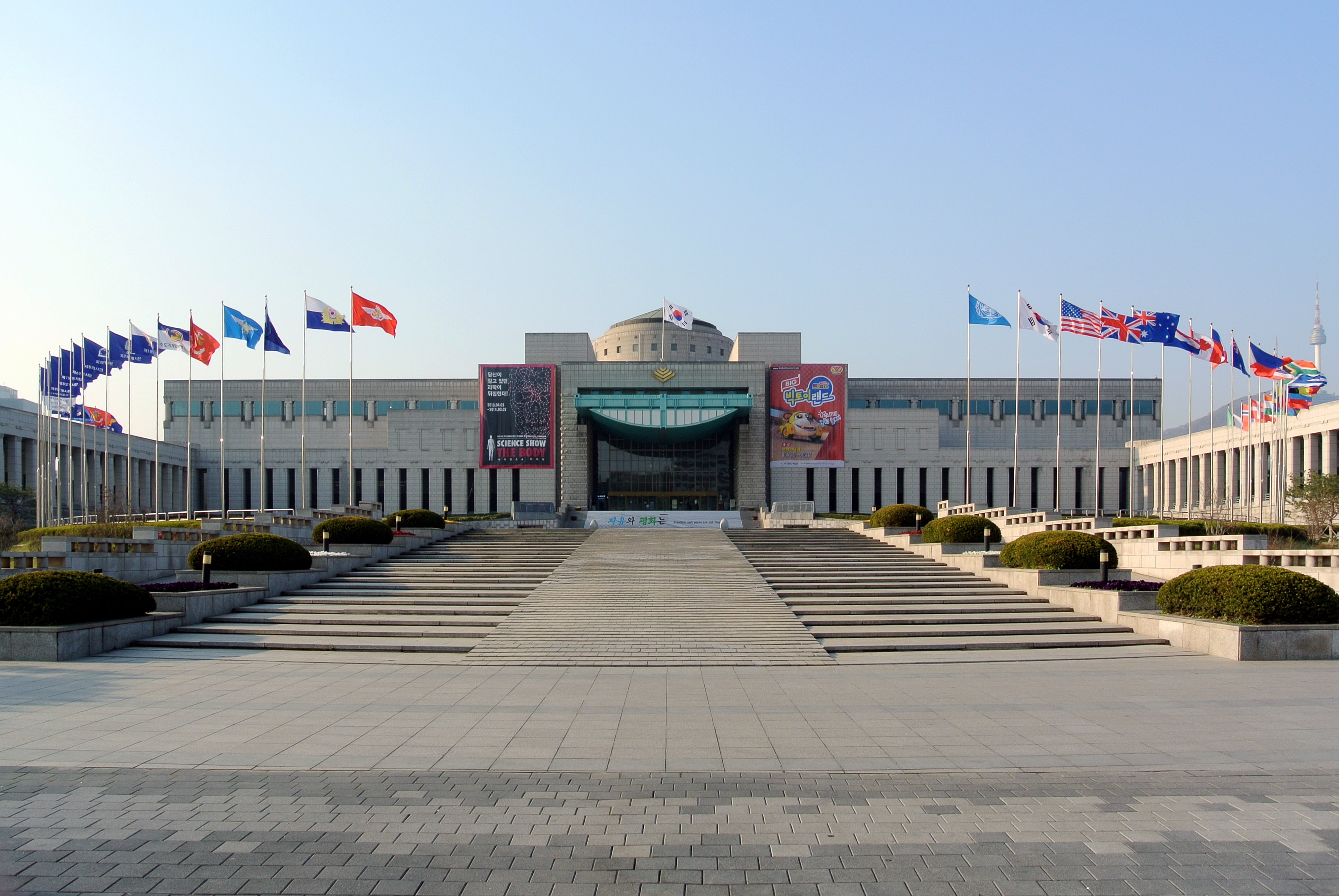
Koreanische Kriegsgedenkstätte

Yongsan-gu (oder kurz Yongsan) ist ein Bezirk im Zentrum von Seoul. Der Name 龍山 Yongsan bedeutet ‚Drachenberg‘. Die Einwohnerzahl beträgt 277.515 (Stand: Mai 2021). 
Yongsan gilt als wohlhabender Stadtteil, im Unterbezirk Hannam-dong leben viele Prominente, K-Pop-Stars und alteingesessene Familien. Dort werden mit die höchsten Immobilienpreise in ganz Seoul erzielt. Auch die Deutsche Schule Seoul International (DSSI) befindet sich in Hannam-dong.

## Lage
Die angrenzenden Bezirke sind Mapo-gu im Westen, Jung-gu im Norden und Seongdong-gu im Osten. Im Süden wird Yongsan durch den Han-gang begrenzt, auf dessen anderem Ufer sich die Bezirke Yeongdeungpo-gu, Dongjak-gu, Seocho-gu und Gangnam-gu anschließen. Entlang des Nordufers des Han-gangs verläuft eine Schnellstraße, welche einen großen Teil des Individualverkehrs aufnimmt. Der südliche Teil des Namsans gehört ebenfalls zu Yongsan.

## Sehenswürdigkeiten
Die United States Army unterhält eine große Militärbasis in Yongsan. Allerdings sind die meisten Einheiten inzwischen nach Camp Humphreys im ca. 60 km südlich gelegenen Pyeongtaek verlegt worden. Auch wenn hierdurch weniger US-Soldaten dort leben und arbeiten, ist Yongsan nach wie vor der am stärksten von Ausländern geprägte Bezirk Seouls, was insbesondere auf den Stadtteil Itaewon zutrifft, der früher als Rotlichtbezirk galt und immer noch eine Rolle als Vergnügungs- und Ausländerbezirk spielt. Hier steht auch die größte Moschee Koreas. Entlang der Hauptstraße dieses Stadtteils gibt es sehr viele günstige Läden mit Lederwaren oder auch Herren- und Damenschneider, die maßgeschneiderte Kleider feilbieten. 
Obwohl die Homosexualität im recht konservativen  Korea nach wie vor nicht offen gelebt wird, gibt es einen Teil von Itaewon, in der es mehrere Bars und Clubs für Homosexuelle gibt. Dieser Teil ist auch bekannt als „Gay Hill“ (englisch; zu deutsch: „Schwulenhügel“). In dieser Gegend kann man auch Transmenschen antreffen, welche jeweils in Gruppen auftreten. In einigen Bars waren bis vor wenigen Jahren männliche Koreaner unerwünscht und nur US-Soldaten sowie koreanische Frauen durften die Lokalität besuchen.
Der Elektronikmarkt Yongsan ist wohl eins der größten Zentren für Elektronik. Er befindet sich in der Nähe des Yongsan Bahnhofs, wo auch der KTX und andere Züge Richtung Süden abfahren. Auf diesem Markt gibt es alles, was mit Elektronik zu tun hat. Von Computern über Haushaltartikel und HiFi-Anlagen bis hin zu Funkanlagen gibt es alles zu kaufen. Die Preise für Produkte der Unterhaltungselektronik sind jedoch verglichen mit europäischen Preisen relativ hoch, da die Exporte ins Ausland damit quersubventioniert werden.
Das Koreanische Nationalmuseum und die Koreanische Kriegsgedenkstätte befinden sich in Yongsan-gu.

## Botschaften
Fast alle ausländischen Botschaften in Südkorea liegen in Yongsan-gu. Die deutsche Botschaft befindet sich allerdings im nördlich gelegenen Stadtteil Jung-gu.

## Unterteilung

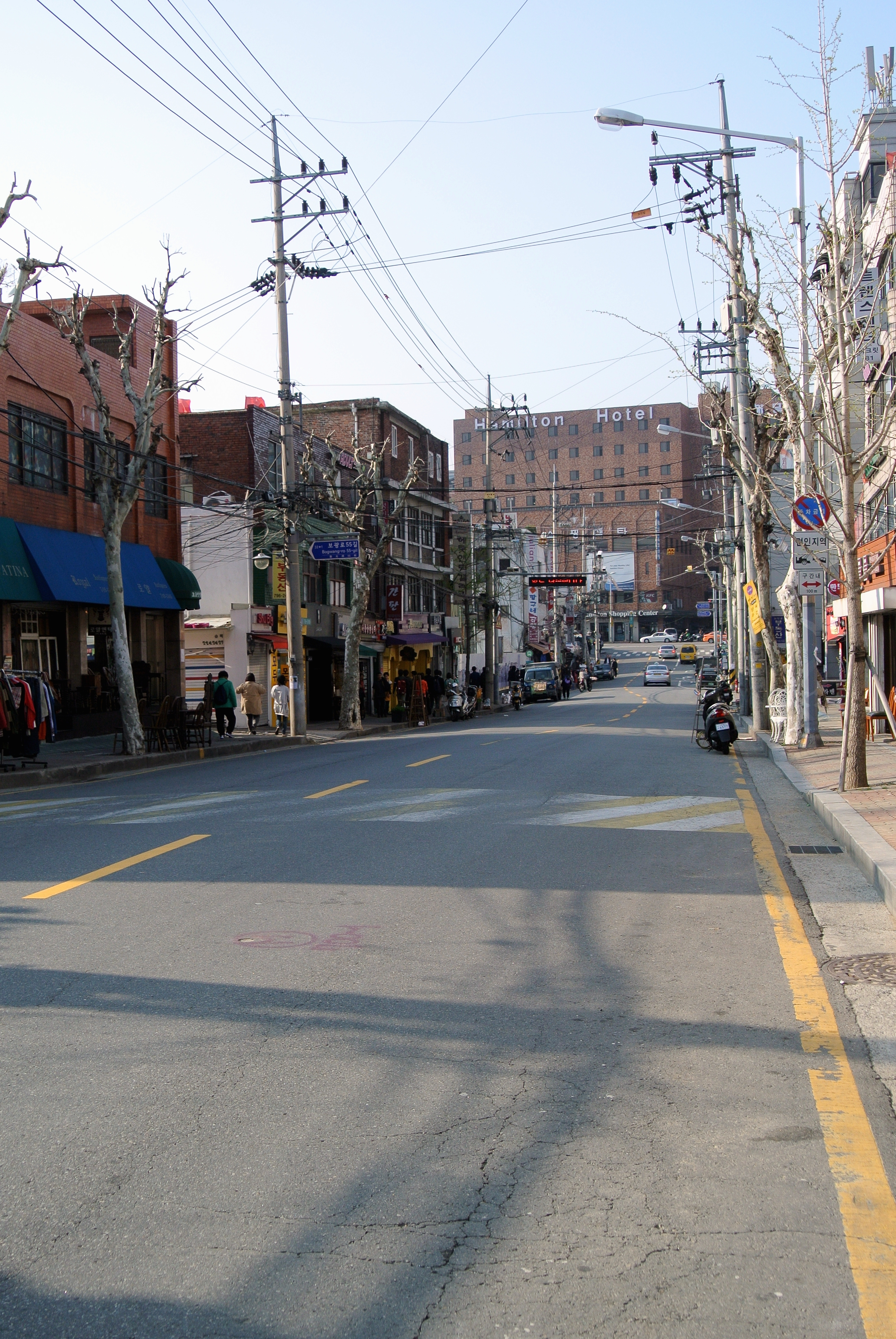
Straße in Itaewon

Yongsan-gu ist in 19 Dong unterteilt:
| - Bo-gwang-dong (보광동) - Cheongpa-1-dong (청파1동) - Cheongpa-2-dong (청파2동) - Hangangro-1-dong (한강로1동) - Hangangro-2-dong (한강로2동) - Hangangro-3-dong (한강로3동) - Hannam-dong (한남동) | - Huam-dong (후암동) - Hyochang-dong (효창동) - Ichon-1-dong (이촌1동) - Ichon-2-dong (이촌2동) - Itaewon-1-dong (이태원1동) - Itaewon-2-dong (이태원2동) | - Namyeong-dong (남영동) - Seobinggo-dong (서빙고동) - Won-hyoro-1-dong (원효로1동) - Won-hyoro-2-dong (원효로2동) - Yongmun-dong (용문동) - Yongsan-2-ga-dong (용산2가동) |